# Parc éolien de Horns Rev

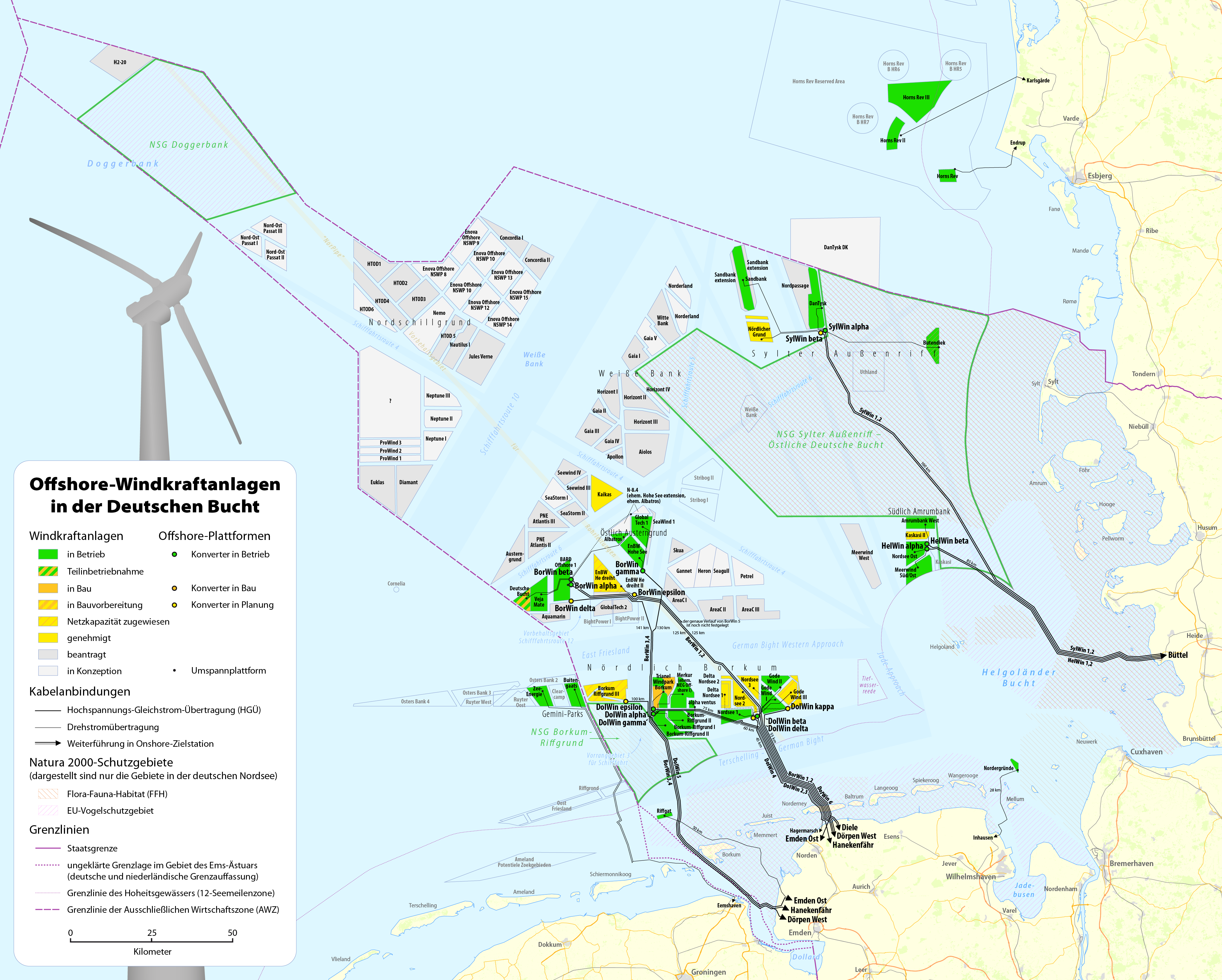
Horns Rev en relation avec les parcs éolien de la baie Allemande.

Le parc éolien de Horns Rev est un ensemble de parcs éoliens en mer sur les hauts-fonds de Horns Rev, situés à 14 km de la côte ouest du Danemark, dans les Blåvandshuk, au large du port de Esbjerg. Il est constitué de deux parcs éoliens, Horns Rev 1 et Horns Rev 2.
En 2010, Horns Rev 2 était le plus grand parc éolien en mer au monde.

## Horns Rev 1
- Année de mise en service : 2002
- Superficie: 20 km2 (distance entre les turbines 560 m)
- Nombre de turbines : 80
- Constructeur: Vestas
- Type: V80-2.0 MW
- Hauteur d'axe:  m
- Longueur des pales: 40 m (diamètre 80 m)
- Puissance unitaire:  2 MW
- Puissance totale : 160 MW

## Horns Rev 2
- Année de mise en service : 2009
- Superficie: 35 km2
- Nombre de turbines : 91
- Constructeur: Siemens
- Type: SWP 2.3-93
- Hauteur d'axe: 68 m
- Longueur des pales: 46,5 m (diamètre 93 m)
- Puissance unitaire: 2,3 MW
- Puissance totale : 209 MW

## Horns Rev 3
L'appel à projet est remporté par Vattenfall. Le champ éolien possède les caractéristiques suivantes :
- Année de mise en service : août 2019 [3]
- Superficie: ?
- Nombre de turbines : 49
- Constructeur: Vestas
- Type: Vestas V164
- Puissance unitaire: 8,3 MW
- Puissance totale : 407 MW